# ハインリヒ10世 (バイエルン公)

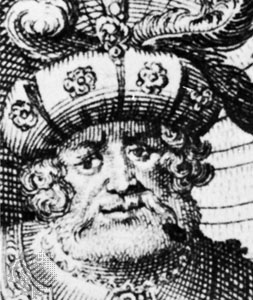
ハインリヒ傲岸公

ハインリヒ10世（Heinrich X., 1100/2年頃 - 1139年10月20日）は、バイエルン公（在位：1126年 - 1139年）、後に兼ザクセン公（在位：1137年 - 1138年）。ザクセン公としてはハインリヒ2世。「尊大公・世尊公・傲慢公・傲岸公（der Stolze）」などと呼ばれる。

## 生涯
バイエルン公ハインリヒ9世（黒公）とその妻でザクセン公マグヌスの公女ヴルフヒルトの長男。妹のユーディト（姉の説もある）はシュヴァーベン大公フリードリヒ2世（独眼公）に嫁ぎ、神聖ローマ皇帝フリードリヒ1世（バルバロッサ）を産んでいる。
1126年に父が死去し、後を継いでバイエルン公となった。1127年にはローマ王ロタール3世の一人娘ゲルトルートと結婚し、後に1子ハインリヒを儲けた。結婚後、ハインリヒ10世はロタール3世とホーエンシュタウフェン家のシュヴァーベン大公フリードリヒ2世・コンラート兄弟の戦いに国王側について参戦した。フリードリヒ2世は1133年に降伏し、翌々年に講和が結ばれた。1136年には、皇帝となっていたロタール3世に随ってイタリア遠征に参加し、ここでの功績によってトスカーナ辺境伯に叙され、ザクセンの相続人にも指名された。
1137年12月3日にロタール3世が死去するとハインリヒ10世は次代国王の有力な候補者となった。しかし強力な皇帝を嫌った諸侯により、国王にはかつての敵だったコンラートが選出された（コンラート3世）。ハインリヒ10世は新王に対してザクセン公位の承認を求めたが、彼の強大化を恐れたコンラート3世は2つの公位を兼ねるのは不法だとして拒否した。交渉は決裂し、1137年7月にハインリヒ10世は捕らえられ、2年後にクヴェトリンブルク修道院で死去した。ザクセンは母方の従弟のアルブレヒト熊公に、バイエルンはオーストリア辺境伯レオポルト4世に与えられた。
ハインリヒ10世とゲルトルートは、ケーニッヒスルッター聖堂参事会教会に義父ロタール3世と並んで葬られている。